# Шамнье-э-Рейак
Шамнье́-э-Рейа́к (фр. Champniers-et-Reilhac) — коммуна во Франции, находится в регионе Аквитания. Департамент — Дордонь. Входит в состав кантона Ле-Перигор-вер-нонтронне. Округ коммуны — Нонтрон.
Код INSEE коммуны — 24100.

## География

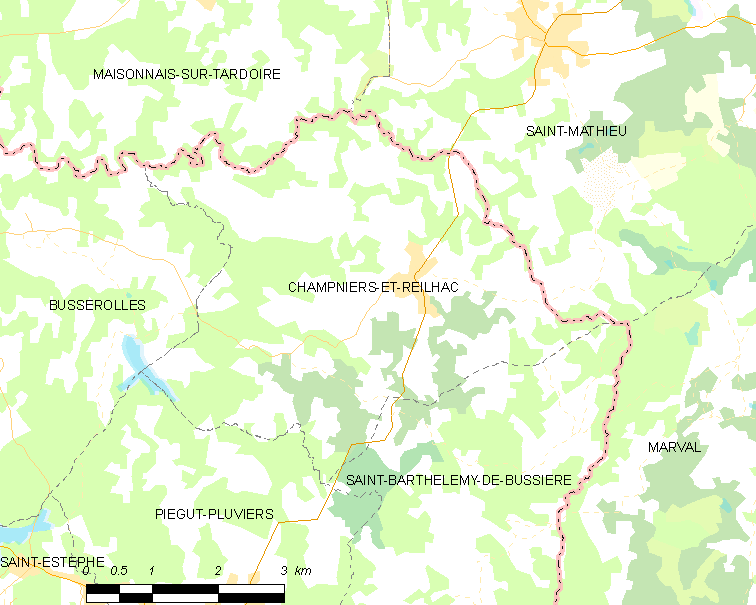
Карта коммуны

Коммуна расположена приблизительно в 380 км к югу от Парижа, в 140 км северо-восточнее Бордо, в 55 км к северу от Перигё.
На западе коммуны протекает река Триё.

### Климат
Климат умеренный океанический со средним уровнем осадков, которые выпадают преимущественно зимой. Лето здесь долгое и тёплое, однако также довольно влажное, здесь не бывает регулярных периодов летней засухи. Средняя температура января — 5 °C, июля — 18 °C. Изредка вследствие стечения неблагоприятных погодных условий может наблюдаться непродолжительная засуха или случаются поздние заморозки. Климат меняется очень часто, как в течение сезона, так и год от года.

## Население
Население коммуны на 2010 год составляло 501 человек.
| 1962 | 1968 | 1975 | 1982 | 1990 | 1999 | 2010 |
| ---- | ---- | ---- | ---- | ---- | ---- | ---- |
| 694  | 661  | 554  | 548  | 544  | 533  | 501  |

## Администрация
| Период | Период | Фамилия        | Партия        | Примечания |
| ------ | ------ | -------------- | ------------- | ---------- |
| 1971   | 1977   | Жермен Лом     |               |            |
| 1977   | 1983   | Жан Жиро       |               |            |
| 1983   | 2008   | Марк Робер     |               |            |
| 2008   | 2020   | Даниэль Ведрен | Разные правые |            |

## Экономика
В 2010 году среди 305 человек трудоспособного возраста (15-64 лет) 185 были экономически активными, 120 — неактивными (показатель активности — 60,7 %, в 1999 году было 68,5 %). Из 185 активных жителей работали 158 человек (82 мужчины и 76 женщин), безработных было 27 (18 мужчин и 9 женщин). Среди 120 неактивных 15 человек были учениками или студентами, 57 — пенсионерами, 48 были неактивными по другим причинам.

## Достопримечательности
- Церковь Св. Павла (XII век). Исторический памятник с 1965 года[5]
- Церковь Сен-Пексан (XII век)
- Замок Рейак (XVII век)
- Замок Шамнье

## Фотогалерея

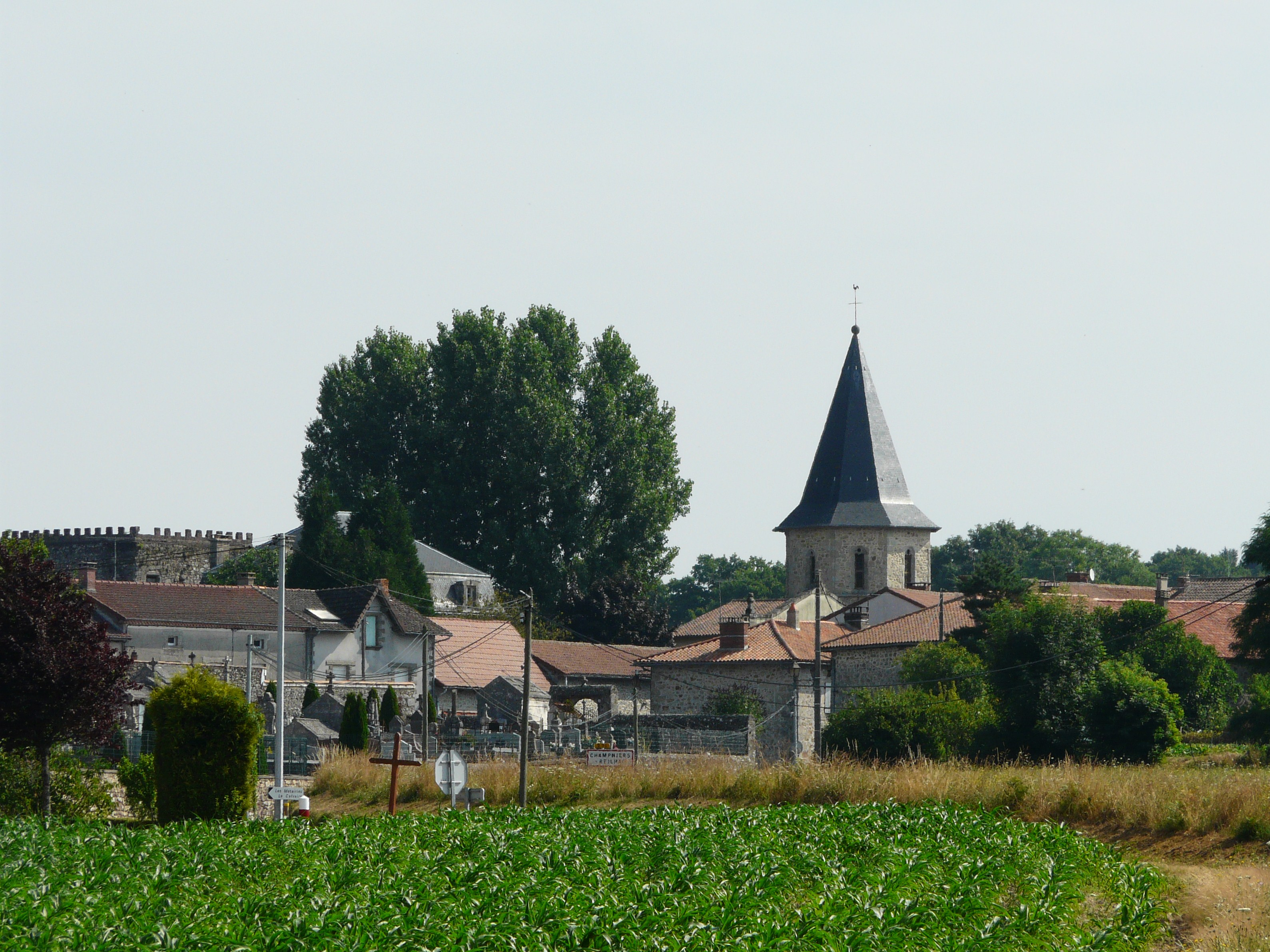
Шамнье
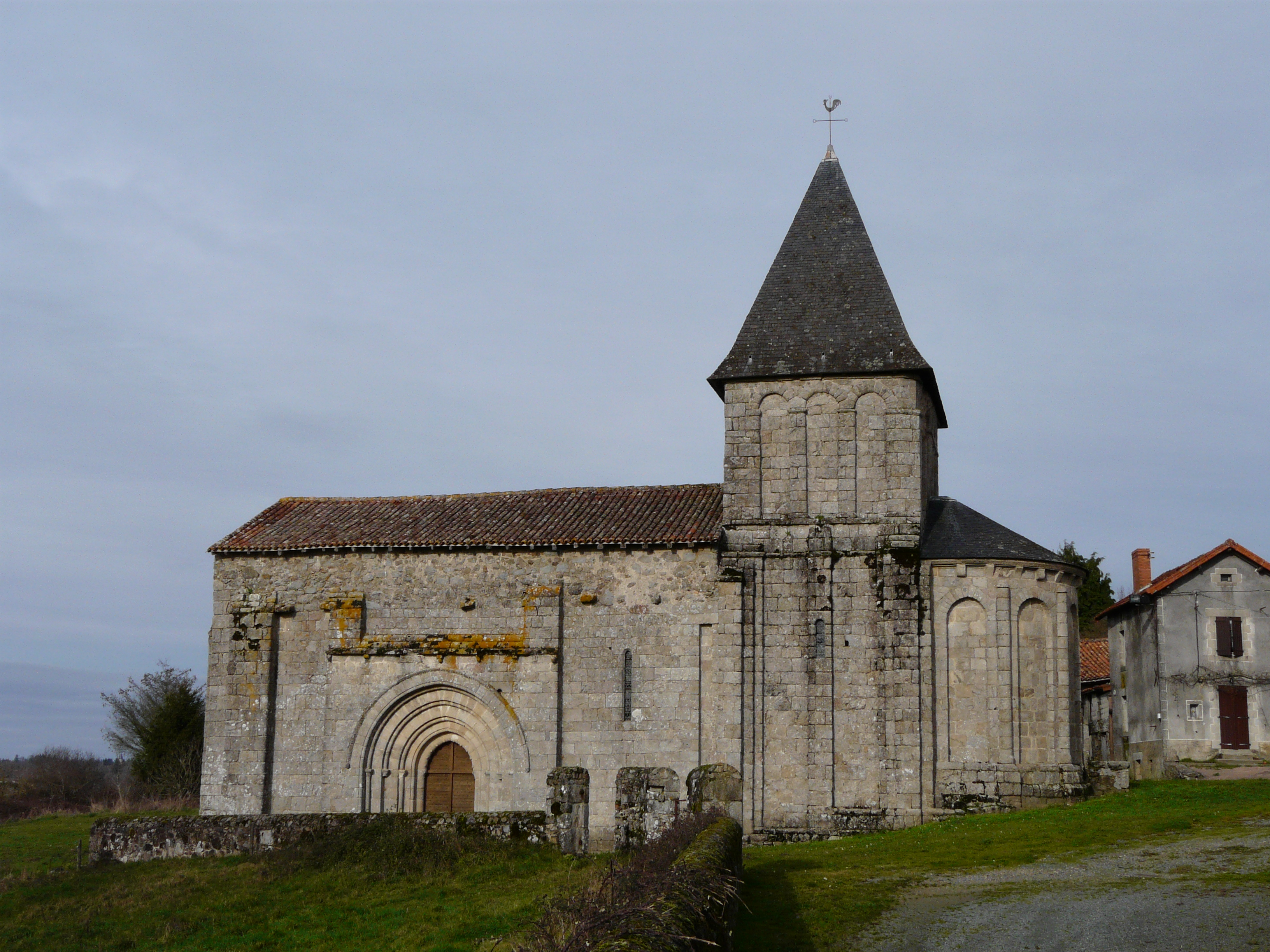
Церковь Св. Павла
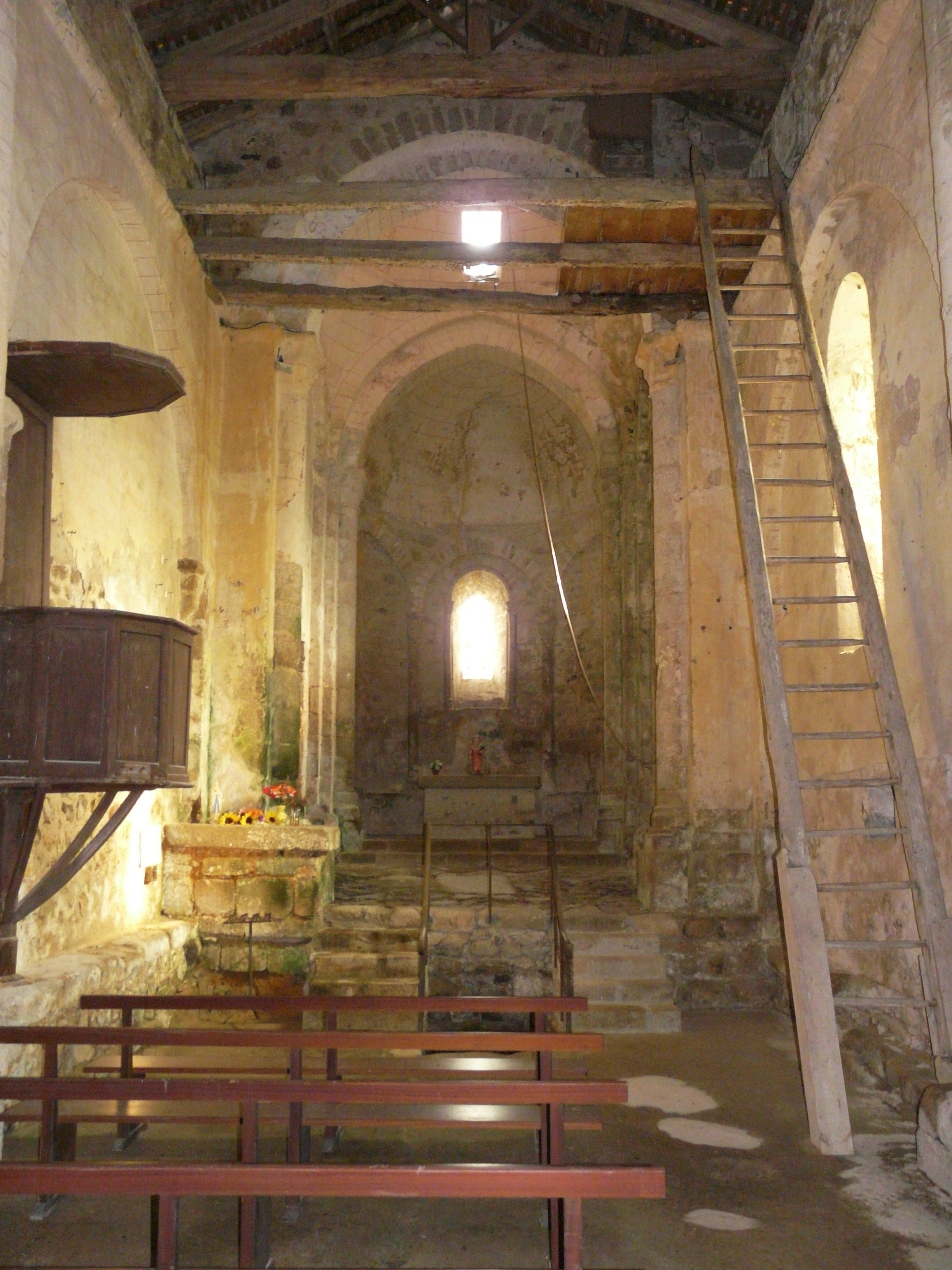
Интерьер церкви Св. Павла
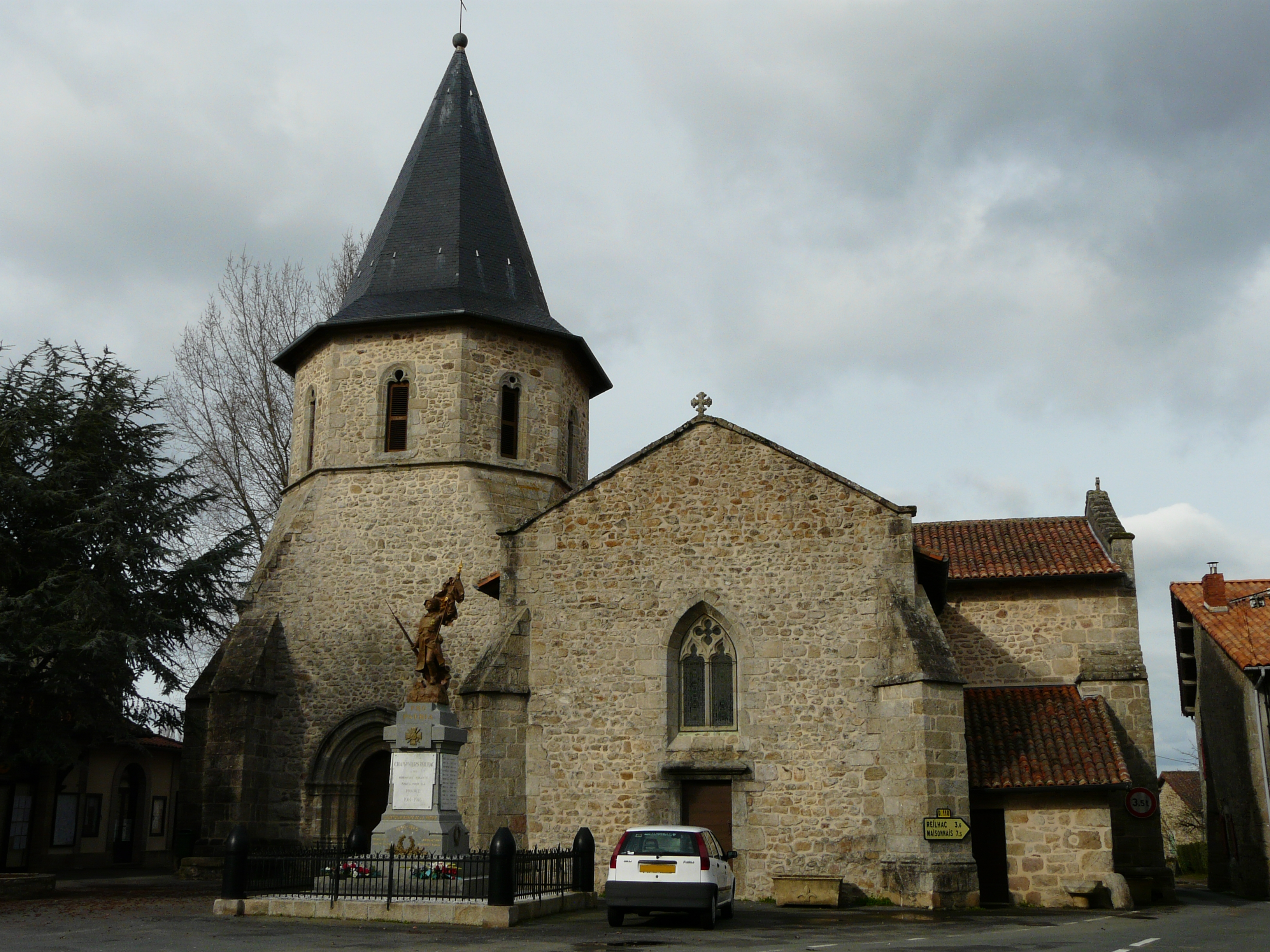
Церковь Сен-Пексан
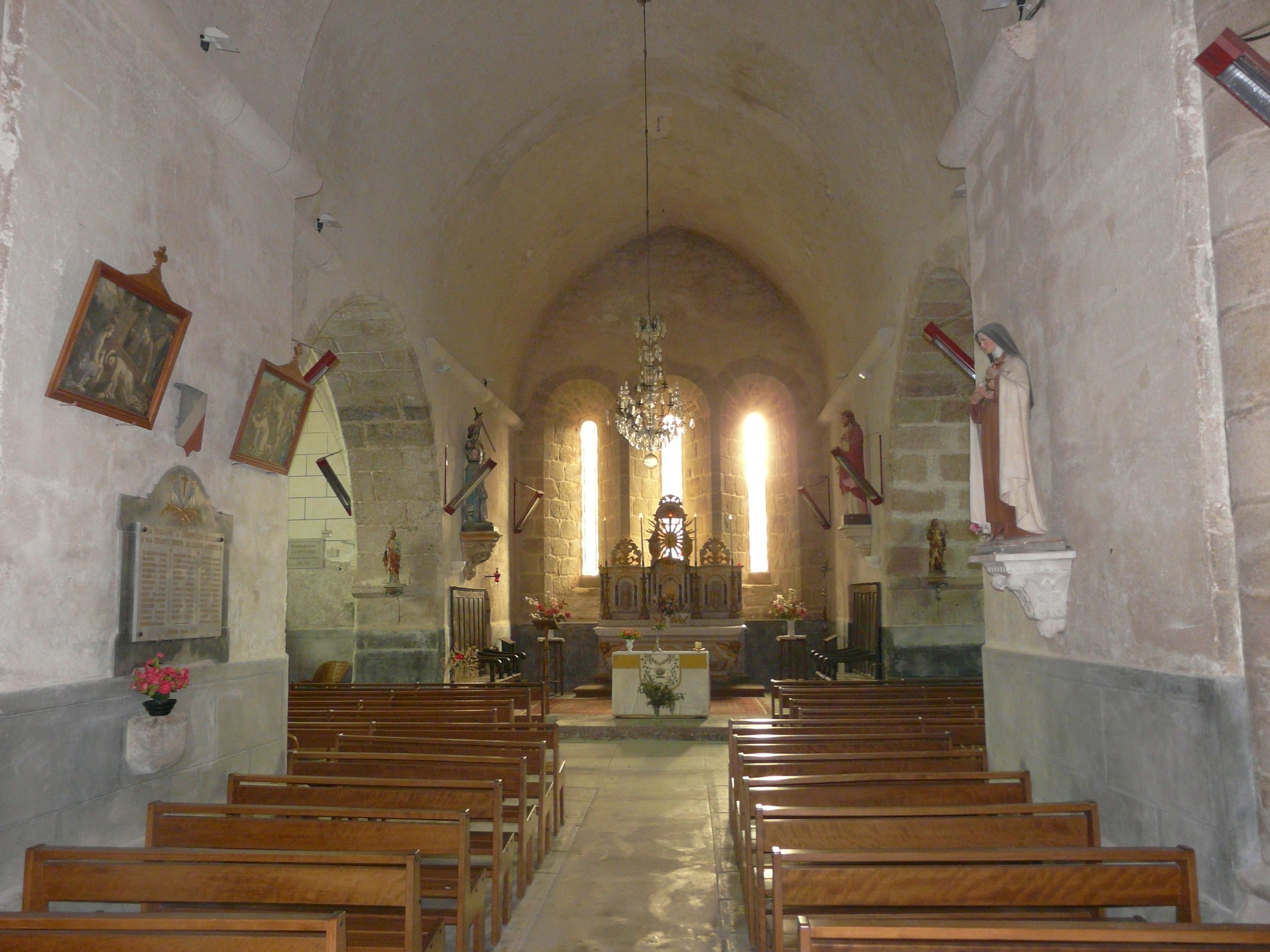
Интерьер церкви Сен-Пексан
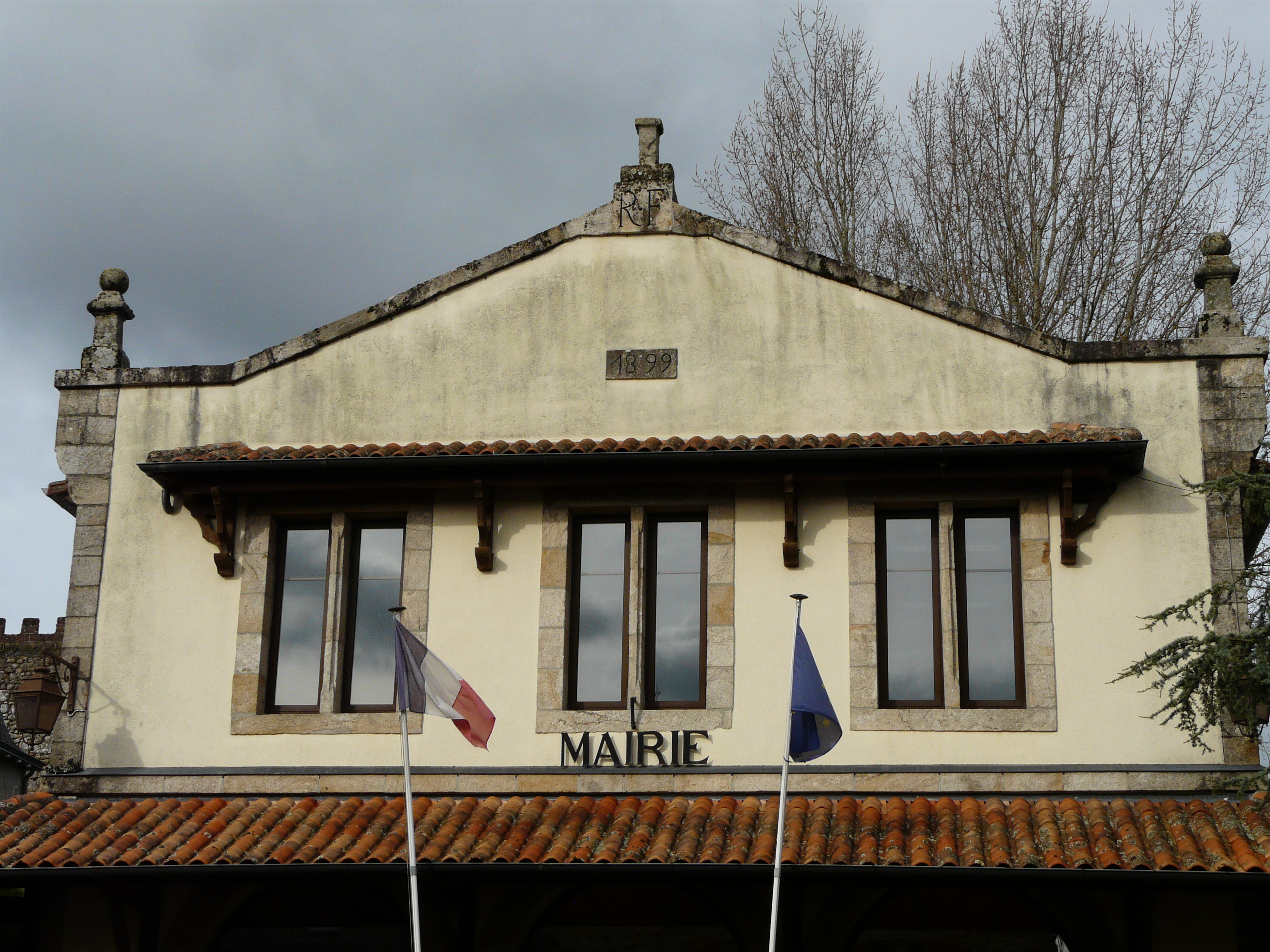
Мэрия
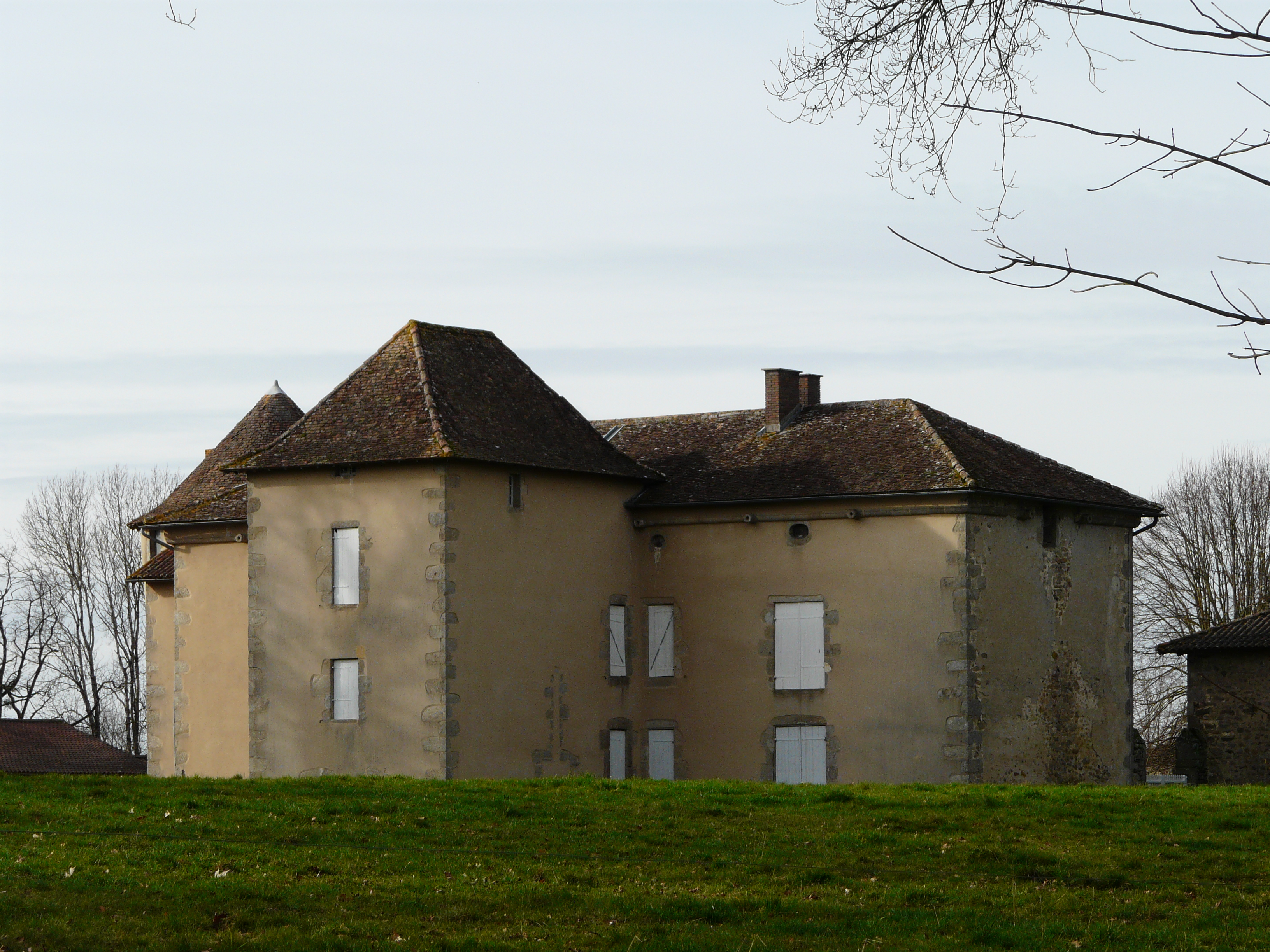
Замок Рейак
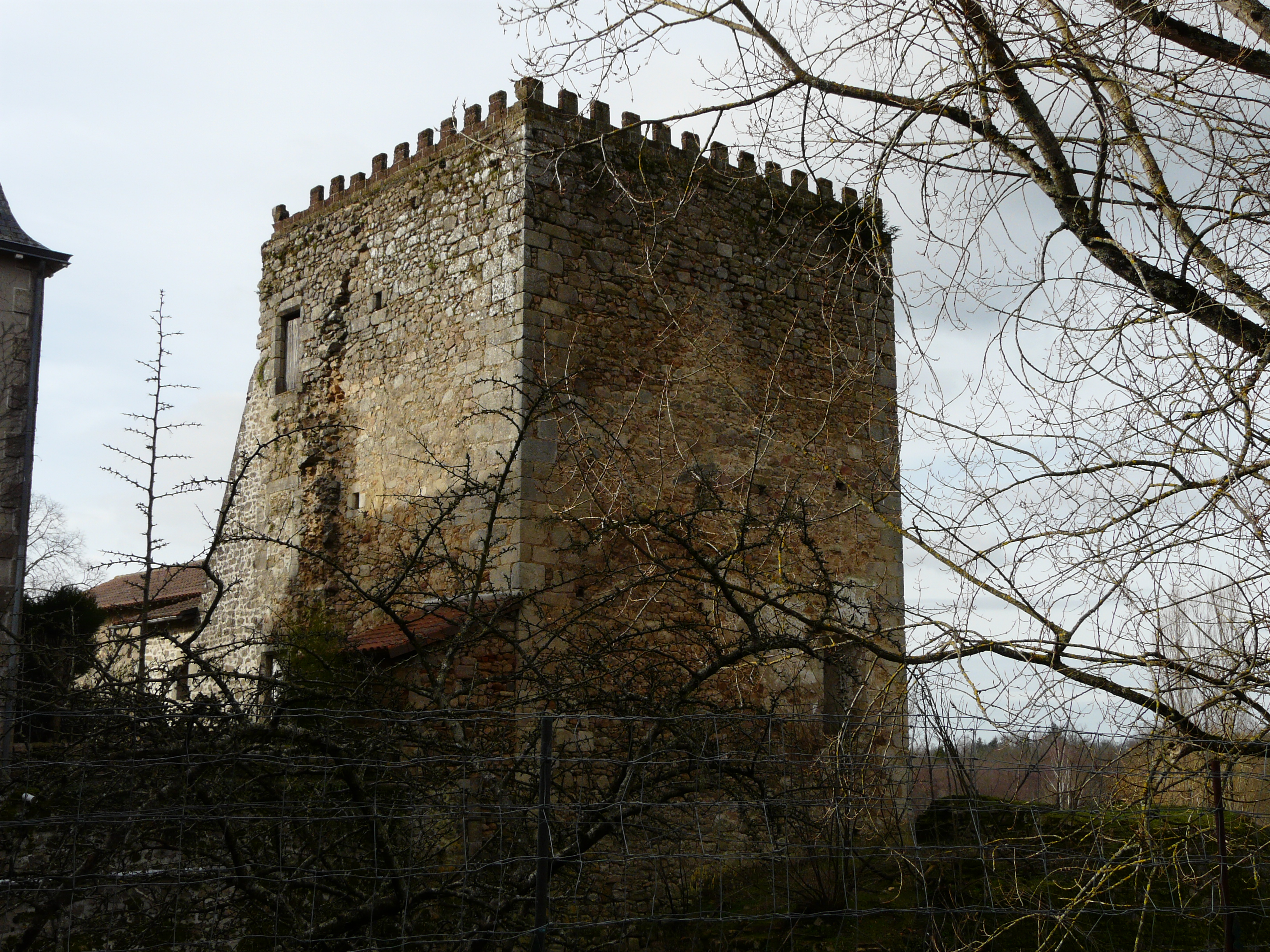
Замок Шамнье
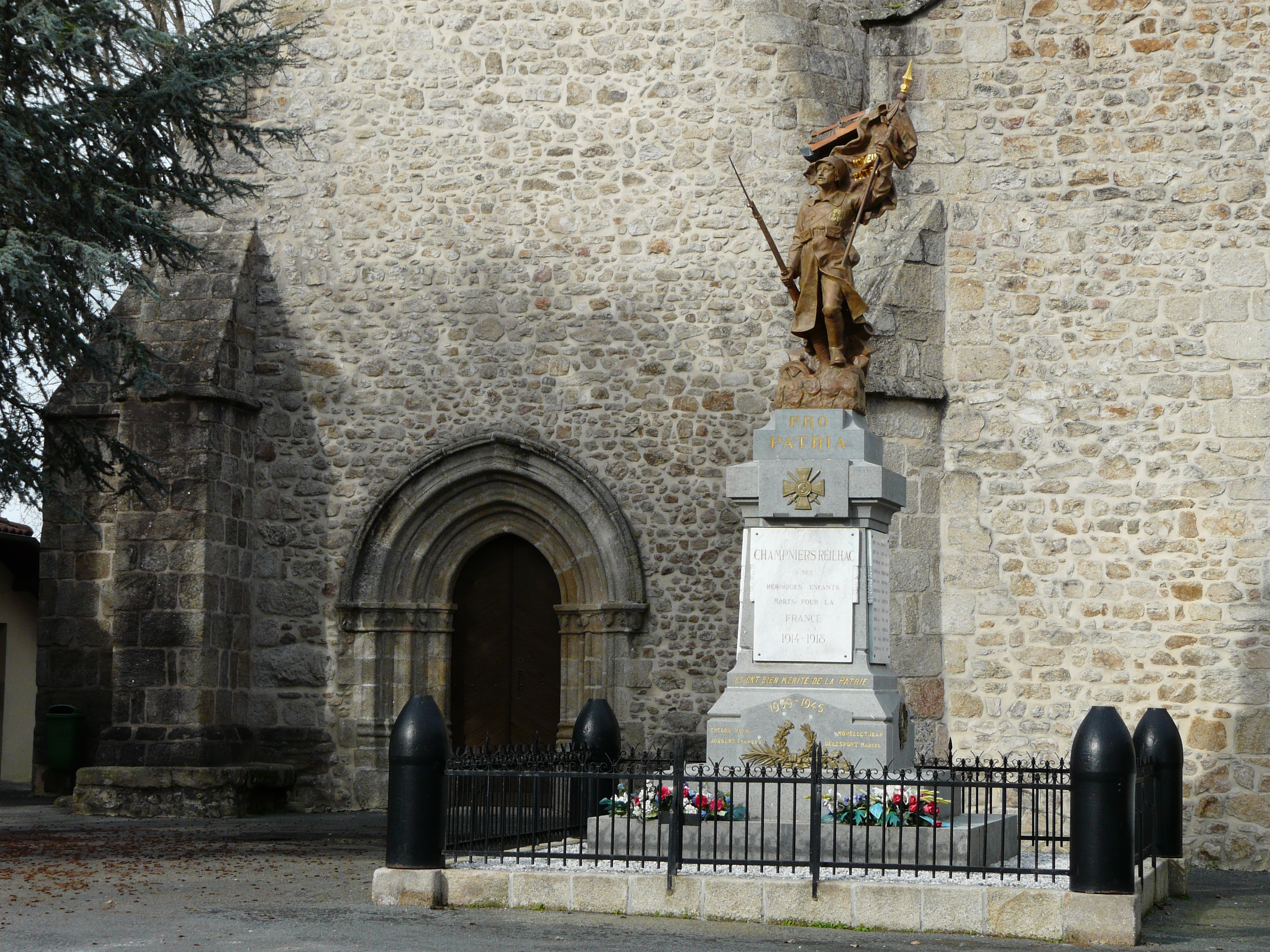
Военный мемориал
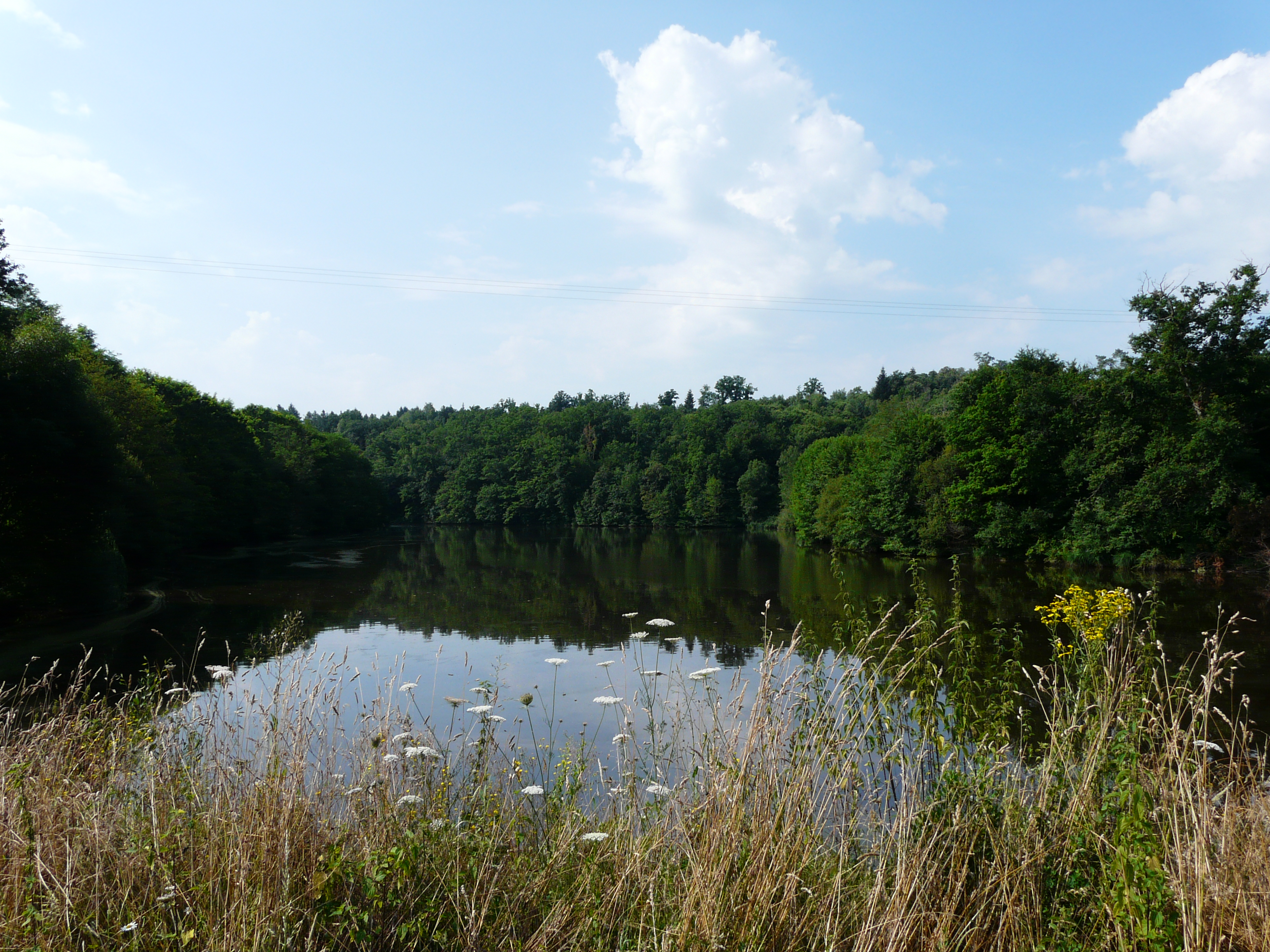
Озеро Пети-Мулен
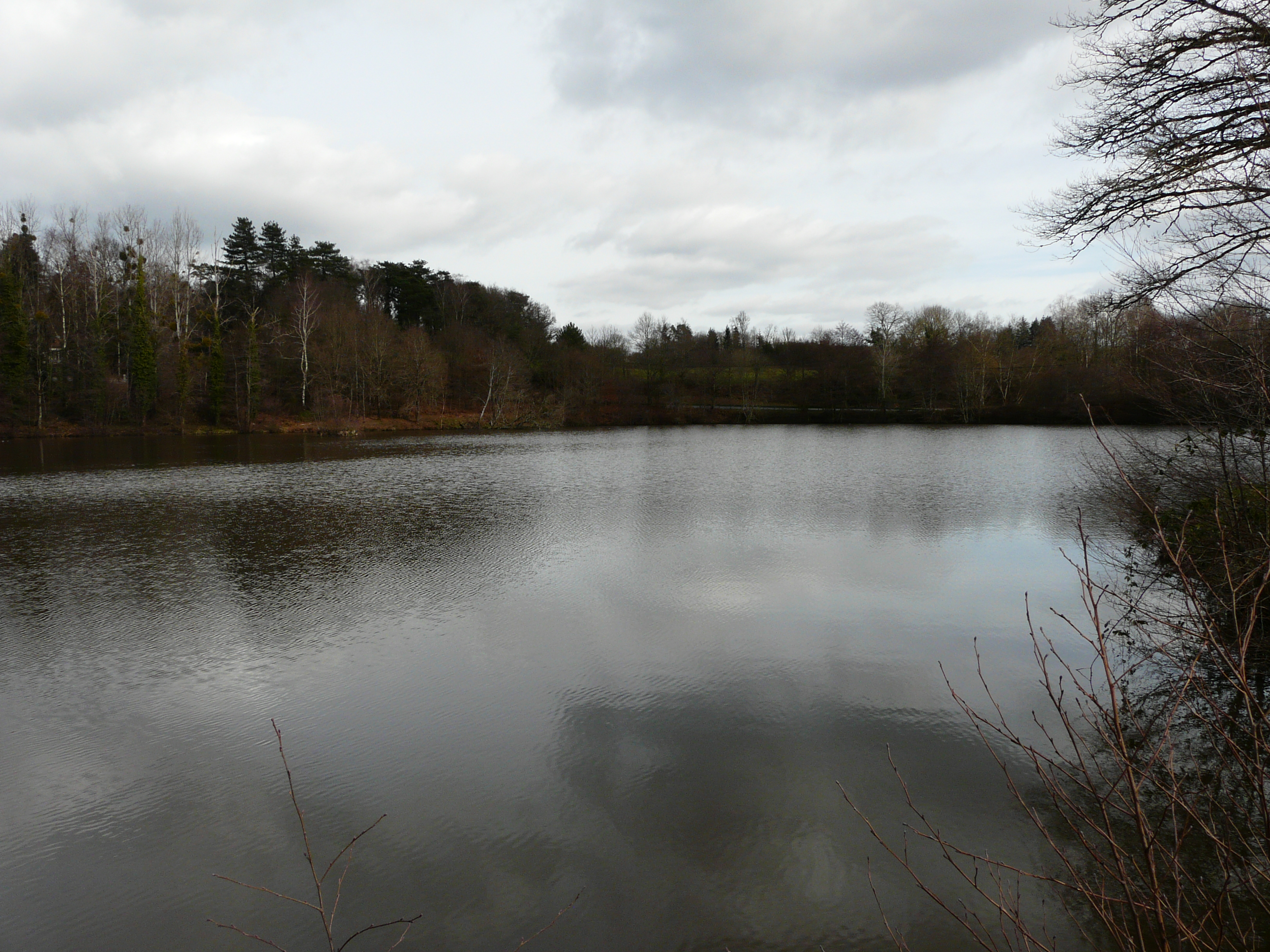
Озеро Пуйоль
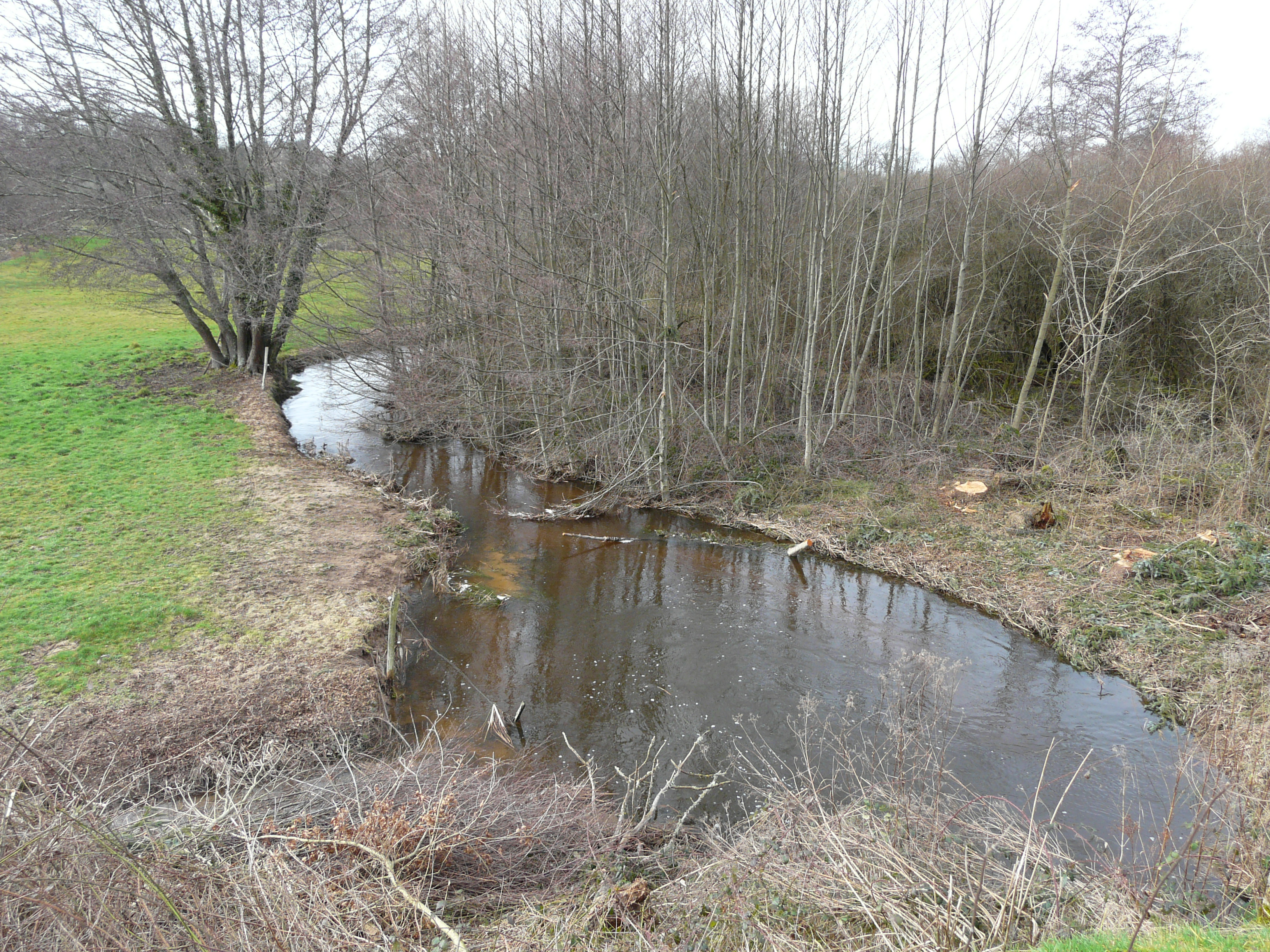
Река Нозон